# Campeonato Maranhense de Futebol de 1934
O Campeonato Maranhense de Futebol de 1934 foi a 15º edição da divisão principal do campeonato estadual do Maranhão. O campeão foi o Sampaio Corrêa que conquistou seu 2º título na história da competição. O artilheiro do campeonato foi Mascote, jogador do Sampaio Corrêa, com 26 gols marcados.

## Participantes
- América Sport Club
- Itararé
- Maranhão Atlético Clube
- Recife Football Club
- Sampaio Corrêa Futebol Clube
- Santos Dumont
- Sport Club Sírio
- Sociedade Esportiva Tupan

## Tabela
| 5 de agosto | Sampaio Corrêa | - | Maranhão |  |
|             |                |   |          |  |

| 2 de agosto | América | - | Santos Dumont |  |
|             |         |   |               |  |

| 2 de agosto | Tupan | - | Recife |  |
|             |       |   |        |  |

| 19 de agosto | Maranhão | - | Itararé |  |
|              |          |   |         |  |

| 19 de agosto | Sampaio Corrêa | - | Sírio |  |
|              |                |   |       |  |

| 2 de setembro | Sampaio Corrêa         | 20 - 0 | Santos Dumont |  |
|               | Mascote · desconhecido |        |               |  |

| 2 de setembro | Sírio | - | América |  |
|               |       |   |         |  |

| 7 de setembro | Itararé | - | Recife |  |
|               |         |   |        |  |

| 7 de setembro | Maranhão | - | Tupan |  |
|               |          |   |       |  |

| 9 de setembro | Sampaio Corrêa | - | América |  |
|               |                |   |         |  |

| 9 de setembro | Santos Dumont | - | Recife |  |
|               |               |   |        |  |

| 16 de setembro | Maranhão | - | Santos Dumont |  |
|                |          |   |               |  |

| 16 de setembro | Sírio | - | Itararé |  |
|                |       |   |         |  |

| 30 de setembro | Itararé | - | Tupan |  |
|                |         |   |       |  |

| 30 de setembro | Sírio | - | Recife |  |
|                |       |   |        |  |

| 7 de outubro | Tupan | - | Santos Dumont |  |
|              |       |   |               |  |

| 7 de outubro | Itararé | - | América |  |
|              |         |   |         |  |

| 14 de outubro | Sampaio Corrêa | - | Recife |  |
|               |                |   |        |  |

| 14 de outubro | Maranhão | - | América |  |
|               |          |   |         |  |

| 21 de outubro | Sampaio Corrêa | - | Itararé |  |
|               |                |   |         |  |

| 21 de outubro | Recife | - | Maranhão |  |
|               |        |   |          |  |

| 28 de outubro | Tupan | - | América |  |
|               |       |   |         |  |

| 28 de outubro | Sírio | - | Santos Dumont |  |
|               |       |   |               |  |

Datas desconhecidas
|  | Itararé | - | Santos Dumont |  |
|  |         |   |               |  |

|  | Sampaio Corrêa | - | Tupan |  |
|  |                |   |       |  |

|  | América | - | Recife |  |
|  |         |   |        |  |

|  | Maranhão | - | Sírio |  |
|  |          |   |       |  |

|  | Sírio | - | Tupan |  |
|  |       |   |       |  |

## Premiação
| Campeonato Maranhense de 1934      |
| São Luís                           |
| ---------------------------------- |
| Sampaio Corrêa Campeão (2º título) |